# Llano La Soledad
Llano La Soledad är en slätt i Mexiko.   Den ligger i delstaten Nuevo León, i den centrala delen av landet, 600 km norr om huvudstaden Mexico City.